# Capone-N-Noreaga
Capone-N-Noreaga (o CNN) es un grupo estadounidense de rap de la Costa Este formado por Capone (Kiam Holley) y Noreaga (Víctor Santiago). Los dos crecieron en los complejos de viviendas de Queensbridge y Lefrak City (ambos en Queens, Nueva York), y se conocieron en la cárcel en 1992, mientras trabajaban en la cocina. CNN ha sido considerado como uno de los mejores grupos de gangsta rap (o hardcore rap), no solo porque rapean sobre ello, sino porque lo han vivido en persona. En 1996 firmaron por Penalty Records, en un trato con '25 to Life Records', sello discográfico de Tragedy Khadafi.
En 1997, CNN liberó su álbum debut, The War Report. Con temas exquisitamente oscuras trabajadas por Lord Finesse, Havoc (de Mobb Deep), Clark Kent, y un gran número de otros aclamados productores, The War Report se convirtió un clásico inmediato. En el disco aparece Tragedy Khadafi en más canciones que el propio Capone (encarcelado antes de que saliera el disco), siendo así una especie de tercer miembro no oficial. 
En 1999 lanzaron su segundo álbum como grupo, titulado The Reunion, con el sencillo "Ya'll Don't Wanna" y luego en 2009, luego de alrededor de 8 años después, el tercero con el nombre de Channel 10, con el sencillo "Rotate", con Busta Rhymes y Ron Browz (este último produjo la canción).

## Discografía
- 1997: The War Report
- 1999: The Reunion
- 2009: Channel 10
- 2010: The War Report 2: Report the War
- 2015: Lessons